# Typophyllum erosum
Typophyllum erosum är en insektsart som först beskrevs av Stoll, C. 1787.  Typophyllum erosum ingår i släktet Typophyllum och familjen vårtbitare. Inga underarter finns listade i Catalogue of Life.

## Bildgalleri

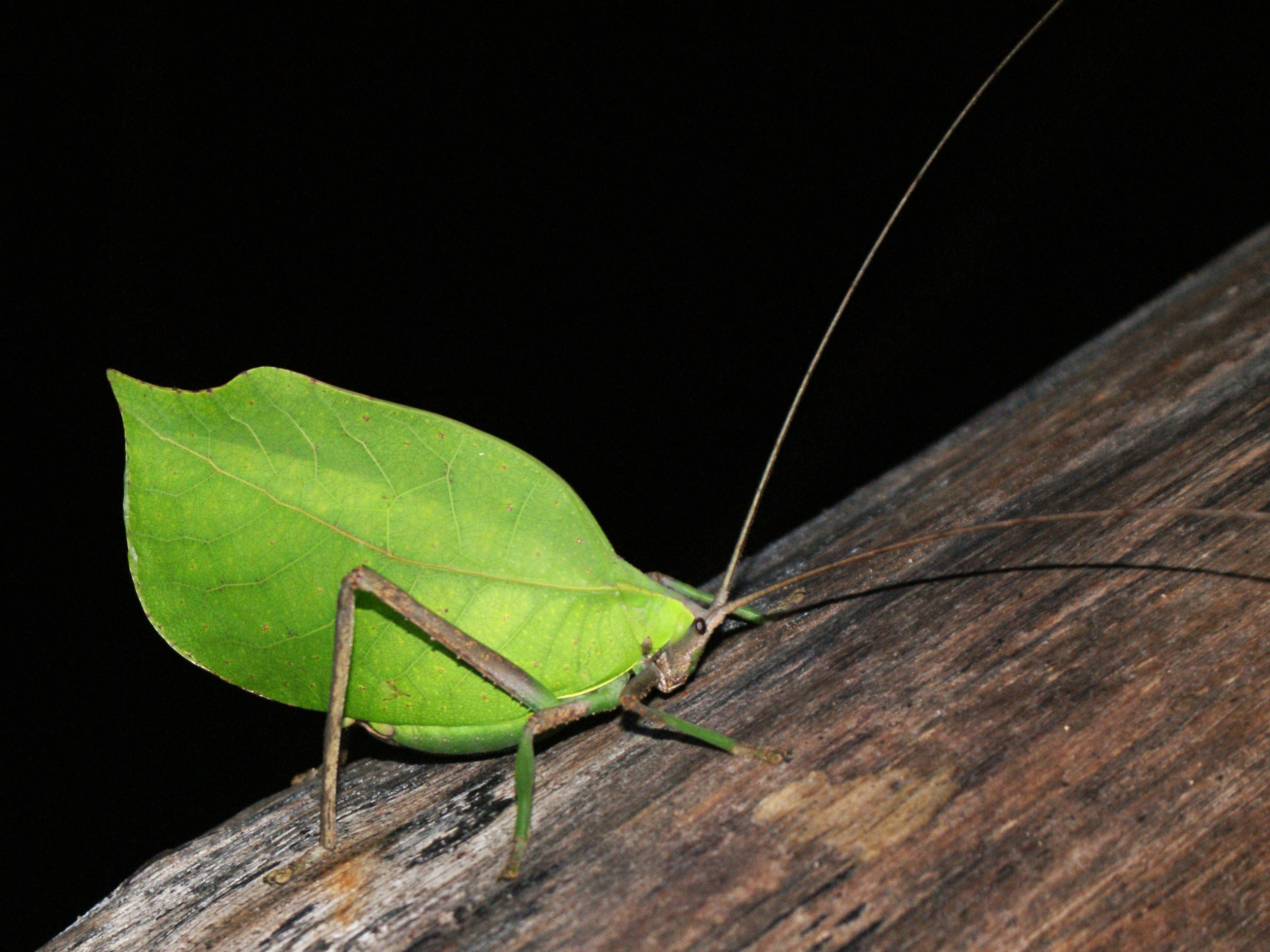